# Pavel Miadzvedzeu
Pavel Miadzvedzeu –en bielorruso, Павел Мядзведзеў; transliteración rusa, Pavel Medvedev– (Gómel, 23 de septiembre de 1991) es un deportista bielorruso que compite en piragüismo en la modalidad de aguas tranquilas.
Ganó dos medallas de plata en el Campeonato Mundial de Piragüismo, en los años 2011 y 2013, y una medalla de oro en el Campeonato Europeo de Piragüismo de 2021. En los Juegos Europeos de Bakú 2015 consiguió una medalla de bronce en la prueba de K4 1000 m.

## Palmarés internacional
| Campeonato Mundial | Campeonato Mundial   | Campeonato Mundial | Campeonato Mundial |
| Año                | Lugar                | Medalla            | Competición        |
| ------------------ | -------------------- | ------------------ | ------------------ |
| 2011               | Szeged (Hungría)     | Medalla de plata   | K1 500 m           |
| 2013               | Duisburgo (Alemania) | Medalla de plata   | K2 1000 m          |
| Juegos Europeos    |                      |                    |                    |
| Año                | Lugar                | Medalla            | Competición        |
| 2015               | Bakú (Azerbaiyán)    | Medalla de bronce  | K4 1000 m          |
| Campeonato Europeo |                      |                    |                    |
| Año                | Lugar                | Medalla            | Competición        |
| 2021               | Poznań (Polonia)     | Medalla de oro     | K4 1000 m          |